# Postakocsi (közúti)

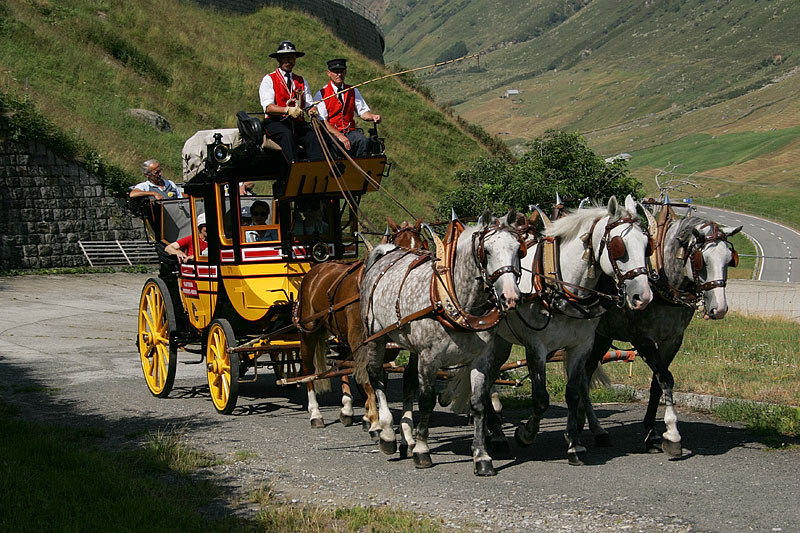
Gotthard-Postakocsi Hospentalnál

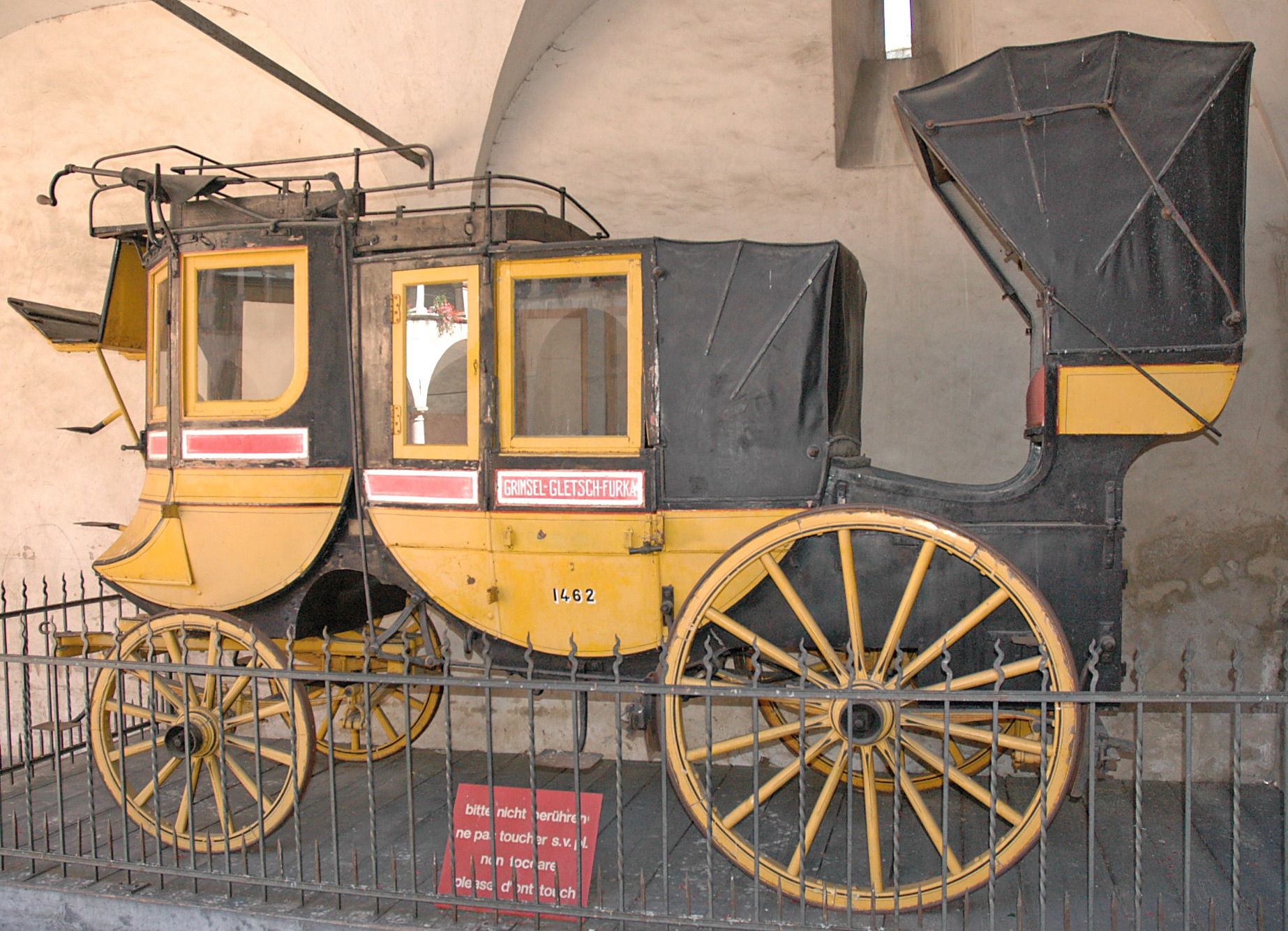
Postakocsi, Innenhof des Stockalperpalastes in Brig

A személyszállító postakocsi (delizsánsz) csukott társaskocsi Magyarországon első ízben 1752-ben szállított utasokat, pénzt, csomagokat, és meghatározott útvonalakon, rendszeresen közlekedett. 
Négy ló vontatta. Elődeinél már lényegesen kényelmesebb volt, C rugóval készült, amely tompította az utak rázását.
A  leveleket az oldalán elhelyezett táskákban szállították, a teteje védőráccsal volt körbevéve az utasok poggyászának elhelyezésére.
A párnázott ülések bársonnyal voltak bevonva. Ha pénzt is szállított, fegyveres őr is utazott a kocsin.
Az első három vonal a következő volt: Bécs-Pozsony, Bécs-Buda, Buda-Temesvár-Nagyszeben. Az első útvonalon naponta, a másodikon hetente, a harmadikon havonta egy járat közlekedett.